# Classe Neon Antonov
Le unità appartenenti alla classe Neon Antonov (progetto 1595 secondo la classificazione russa) sono navi di medie dimensioni, progettate per il supporto logistico.
Sono state costruite per il rifornimento delle installazioni della Guardia di Frontiera Federale nell'Oceano Pacifico.

## Il servizio
Si tratta di navi da trasporto di piccole dimensioni, che operano per la Guardia di Frontiera Federale. Nello specifico, si occupano del rifornimento delle basi più remote di tale corpo nell'Oceano Pacifico. Sono in grado di trasportare un piccolo mezzo da sbarco ed una piccola imbarcazione. Dispongono anche di un armamento leggero, probabilmente per la difesa ravvicinata.
La costruzione di queste unità è avvenuta tra il 1978 ed il 1987.
Oggi rimangono in servizio nove unità, tutte nel Pacifico:
- Ivan Lednev
- Ivan Sutsov
- Ivan Yevteyev
- Mikhail Konovalov
- Nikolay Sipyagin
- Nikolay Starshinov
- Neon Antonov
- Sergey Sudyeskiy
- Vyacheslav Denisov

A queste occorre aggiungere altre due unità, la Dvina e la Irbit, che sono utilizzate per usi commerciali dal 1992 ma rimangono a disposizione per eventuali bisogni della Marina Russa. Ovviamente sono state disarmate.